# مرد (فیلم ۱۹۷۲)
«مرد» (انگلیسی: The Man (1972 film)) یک فیلم به کارگردانی جوزف سارجنت است که در سال ۱۹۷۲ منتشر شد. از بازیگران آن می‌توان به جیمز ارل جونز اشاره کرد.